# Giraldilla International
Giraldilla International — щорічний міжнародний бадмінтонний турнір, який проходить на Кубі з 2000 року. 

## Переможці
| Рік  | Чоловічий одиночний  | Жіночий одиночний  | Чоловічий парний                         | Жіночий парний                     | Змішаний парний                       |
| ---- | -------------------- | ------------------ | ---------------------------------------- | ---------------------------------- | ------------------------------------- |
| 2000 | Річард Воен          | Такако Іда         | Кейта Масуда Тадасі Охцука               | Сатомі Ігава Хіроко Нагаміне       | Норіо Імаї Chikako Nakayama           |
| 2001 | Сьодзі Сато          | Не проводився      | Не проводився                            | Не проводився                      | Не проводився                         |
| 2002 | Li Yong Ying         | Даяніс Альварес    | Крістіан Бернард Крістіано Бевілаккуа    | Дунія Бенкамо Юдьєліс Ласо         | Ласаро Йоньєр Херес Даяніс Альварес   |
| 2003 | Сьо Сасакі           | Xu Huaiwen         | Ваутер Клас Фредерік Мава                | Йосіко Івата Міюкі Таї             | Таканорі Аокі Міюкі Таї               |
| 2004 | Yuichi Ikeda         | Льсуара Медіна     | Не проводився                            | Не проводився                      | Іліан Перес Соланхель Гусман          |
| 2005 | Тобі Гані            | Аньєзе Аллегріні   | Хосе Антоніо Креспо Ніколас Ескартін Ара | Гелен Нікол Шармен Рід             | Хосе Антоніо Креспо Йоана Мартінес    |
| 2006 | Пабло Абіан          | Аньєзе Аллегріні   | Іліан Перес Ласаро Йоньєр Херес          | Соланхель Гусман Льсуара Медіна    | Юньєр Альварес Льсуара Медіна         |
| 2007 | Пабло Абіан          | Аньєзе Аллегріні   | Ленек Луон Набіль Ласмарі                | Соланхель Гусман Едіт Мора Лейді   | Клаус Раффайнер Аньєзе Аллегріні      |
| 2008 | Tan Yuhan            | Соланхель Гусман   | Александер Ернандес Ослені Герреро       | Соланхель Гусман Лісандра Суарес   | Ослені Герреро Лісандра Суарес        |
| 2009 | Ari Trisnanto        | Соланхель Гусман   | Yanu K. Rizki Albert Saputra             | Соланхель Гусман Марія Л. Ернандес | Александер Ернандес Марія Л. Ернандес |
| 2010 | Ослені Герреро       | Anida Lestari      | Berry Anggriawan Muhammad Ulinuha        | Hudiono Aurien Claudia Ni Made     | Berry Anggriawan Claudia Ni Made      |
| 2011 | Arief Gifar Ramadhan | Putri Muthia Restu | Berry Anggriawan Christopher Rusdianto   | Dwi Agustiawati Ayu Rahmasari      | Christopher Rusdianto Dwi Agustiawati |